# Cinzia Flamigni
Cinzia Flamigni (Forlì, 3 agosto 1960) è un'ex pallavolista italiana che ha giocato nel ruolo di schiacciatrice.

## Carriera

### Club

La Diana Docks Ravenna dell'annata 1981-82, con Cinzia Flamigni con il numero 2 in basso a destra.

Ha incominciato a muovere i primi passi nelle giovanili della Libertas Volley Forlì. Fa il suo debutto nel professionismo nella stagione 1979-80 con l'Olimpia Teodora Ravenna. Resterà legata allo stesso club, per un totale di sette annate, dove vinse sei scudetti della massima serie. Rimase nel club nei cosiddetti anni d'oro dell'Olimpia, allenata da Sergio Guerra. 

Cinzia Flamigni #2 e l'Olimpia Teodora festeggiano lo scudetto 1985-86 della massima serie del volley femminile italiano.

Nella stagione 1986-87 viene ingaggiata dalla Pallavolo San Lazzaro VIP.
Nella stagione 1987-88 passa alla Conad Fano nella quale tornerà nell'annata 1989-90, dopo un passaggio di un anno alla Braglia Reggio Emilia.
Nella stagione 1990-91 viene ingaggiata dalla Pallavolo Femminile Matera, l'anno successivo passa alla Assovini Bari.
Dopo tre annate in serie A2 torna nella massima serie con la Brummel Ancona nel 1995-96.

### Nazionale
Fece l'esordio in nazionale il 26 giugno del 1981 contro la Germania Federale. Rimase in nazionale per ben dieci anni dal 1981 al 1991 dove partecipò a 3 Campionati del Mondo e 5 Campionati Europei in uno dei quali ottenne il terzo posto.